# Saniang Point
Saniang Point är en udde i Gambia.   Den ligger i regionen Western Division, i den västra delen av landet, 30 km sydväst om huvudstaden Banjul.
Terrängen inåt land är mycket platt. Havet är nära Saniang Point västerut. Runt Saniang Point är det tätbefolkat, med 308 invånare per kvadratkilometer. Närmaste större samhälle är Brikama, 17,5 km öster om Saniang Point. Trakten runt Saniang Point består till största delen av jordbruksmark.